# Олексій Ласкаріс
Олексій Ласкаріс (*Ἀλέξιος Λάσκαρις, д/н — після 1224) — політичний діяч Нікейської імперії.

## Життєпис
Походив з роду Ласкарісів (Ласкарів). Син військовика Мануїла Ласкаріса та Іванни Каратцаїни. У 1204 році діяв спільно з братами Костянтином і Феодором проти учасників Четвертого хрестового походу. З утворенням Нікейської імперії у 1207 або 1208 році отримав титул себастократора.
У 1221 році після смерті брата Феодора I разом з братом Ісааком претендував на трон, але вимушений був поступитися Іоанну Дуці Ватацу. Брати Ласкаріси вимушені були тікати до Латинської імперії. При цьому прихопили небогу Євдокію, яку планували видати заміж за латинського імператора Роберта I, щоб той в свою чергу поміг Ласкарісам посісти трон Нікеї.
У 1224 році Олексій разом з братом Ісааком очолив військо, яке було надано Робертом I. Вони планували повалити нікейського імператора Іоанна III. Але у битві при Піманіоні (недалеко від Лампсака) Ласкаріси зазнали нищівної поразки та потрапили у полон. Олексія Ласкаріса було засліплено та запроторено за ґрати. Подальша доля невідома.